# Иннерхофер, Катарина
Катарина Иннерхофер (нем. Katharina Innerhofer; род. 17 января 1991, Целль-ам-Зе, Зальцбург) — австрийская биатлонистка. Участница чемпионатов мира и Зимних Олимпийских игр 2014 года. Является одним из лидеров женской сборной Австрии по биатлону. Первая австрийка, одержавшая победу на этапе Кубка мира по биатлону.

## Карьера
На этапах Кубка мира дебютировала в сезоне 2011/2012. Впервые набрала зачетные очки в зачет кубка в сезоне 2013/2014 в шведском Эстерсунде, став 33-й в индивидуальной гонке. На этапе в немецком Рупольдинге, Иннерхофер поднялась на 22-е место, причем если бы не сделанные ей 2 промаха, она могла бы бороться за попадание на подиум.
6 марта 2014 года на 7 этапе Кубка мира в Поклюке Катарина Иннерхофер сенсационно выиграла спринт, отстрелявшись на ноль, хотя ранее не попадала даже в 20-ку. Эта победа стала первой для женского австрийского биатлона. До этого наивысшем результатом для представительниц страны было 15 место Анны Шпрунг в спринте в сезоне 2003/2004. Завершила карьеру 2024 году 

## Результаты

### Участие в Чемпионатах мира
| Год  | Место проведения | Инд | Спр | Пр | МС | Эст | См | Сусм |
| 2012 | ЧМ Рупольдинг    | 86  | 75  | —  | —  | 16  | —  | н/д  |
| 2013 | ЧМ Нове-Место    | 64  | 97  | —  | —  | 19  | —  | н/д  |
| 2015 | ЧМ Контиолахти   | 63  | 26  | 31 | —  | 10  | 5  | н/д  |
| 2017 | ЧМ Хохфильцен    | —   | 60  | 56 | —  | —   | —  | н/д  |
| 2019 | ЧМ Эстерсунд     | —   | 49  | 40 | —  | 16  | 17 | —    |
| 2020 | ЧМ Антхольц      | 20  | 19  | 28 | 19 | 12  | 8  | —    |
| 2021 | ЧМ Поклюка       | 46  | 39  | 37 | —  | 7   | —  | —    |

### Участие в Олимпийских играх
| Год  | Место проведения | Инд | Спр | Пр | МС | Эст | См |
| 2014 | Сочи             | 28  | 76  | —  | —  | —   | 9  |
| 2018 | Пхёнчхан         | 60  | 29  | 40 | —  | —   | 10 |